# Винчестер (Невада)
Винчестер (енгл. Winchester) насељено је место без административног статуса у америчкој савезној држави Невада.

## Демографија
По попису из 2010. године број становника је 27.978, што је 1.02 (3,8%) становника више него 2000. године.
| Група             | 2000.          | 2010.          |
| Белци             | 14.790 (54,9%) | 10.416 (37,2%) |
| Афроамериканци    | 1.895 (7,0%)   | 2.412 (8,6%)   |
| Азијати           | 1.445 (5,4%)   | 1.950 (7,0%)   |
| Хиспаноамериканци | 7.820 (29,0%)  | 12.491 (44,6%) |
| Укупно            | 26.958         | 27.978         |